# 郭吉
郭吉（?—?），西汉太原郡晋阳（今山西省太原）人。
汉武帝元封元年（前110年），汉朝灭闽越、南越后，汉武帝巡边，率兵十八万骑至朔方，向匈奴示威。同时派郭吉出使匈奴。到达匈奴，匈奴派人問他为什么前来。郭吉回答：「我要見到單于亲自对他说。」乌维单于見郭吉，郭吉说：「南越王的頭颅已经悬在於漢北闕下。现在單于如果能前與漢朝交戰，天子亲自帅兵在邊境等待；如果不能，就要向漢朝称臣。为什么遠走，亡匿在幕北寒苦無水草之地？」乌维单于听说后大怒，将他拘留，把他流放到北海（今贝加尔湖）之边。但是害怕汉朝派兵来伐，也不敢出兵侵扰汉朝边境。